# アソルダ

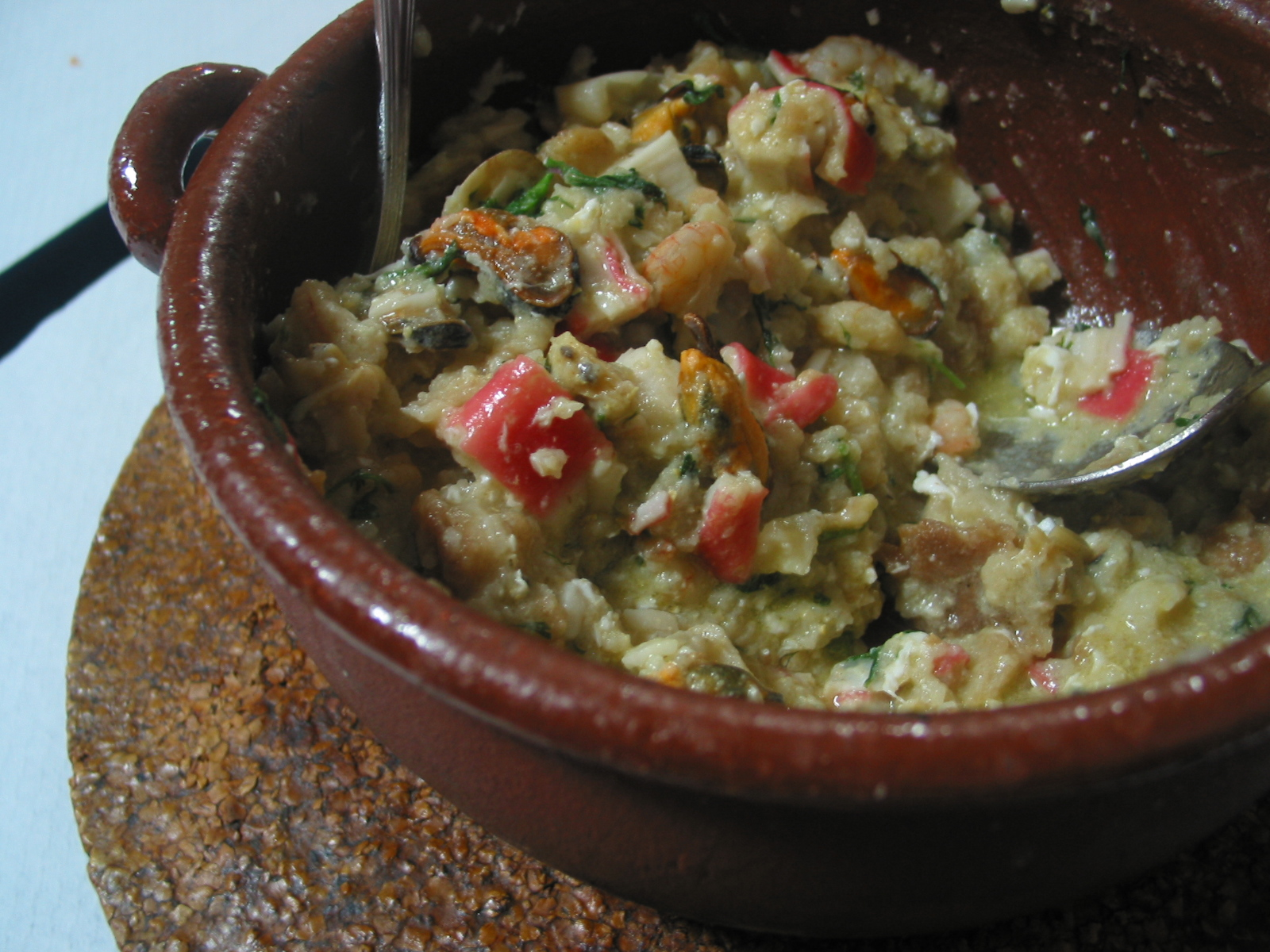
エビのアソルダ

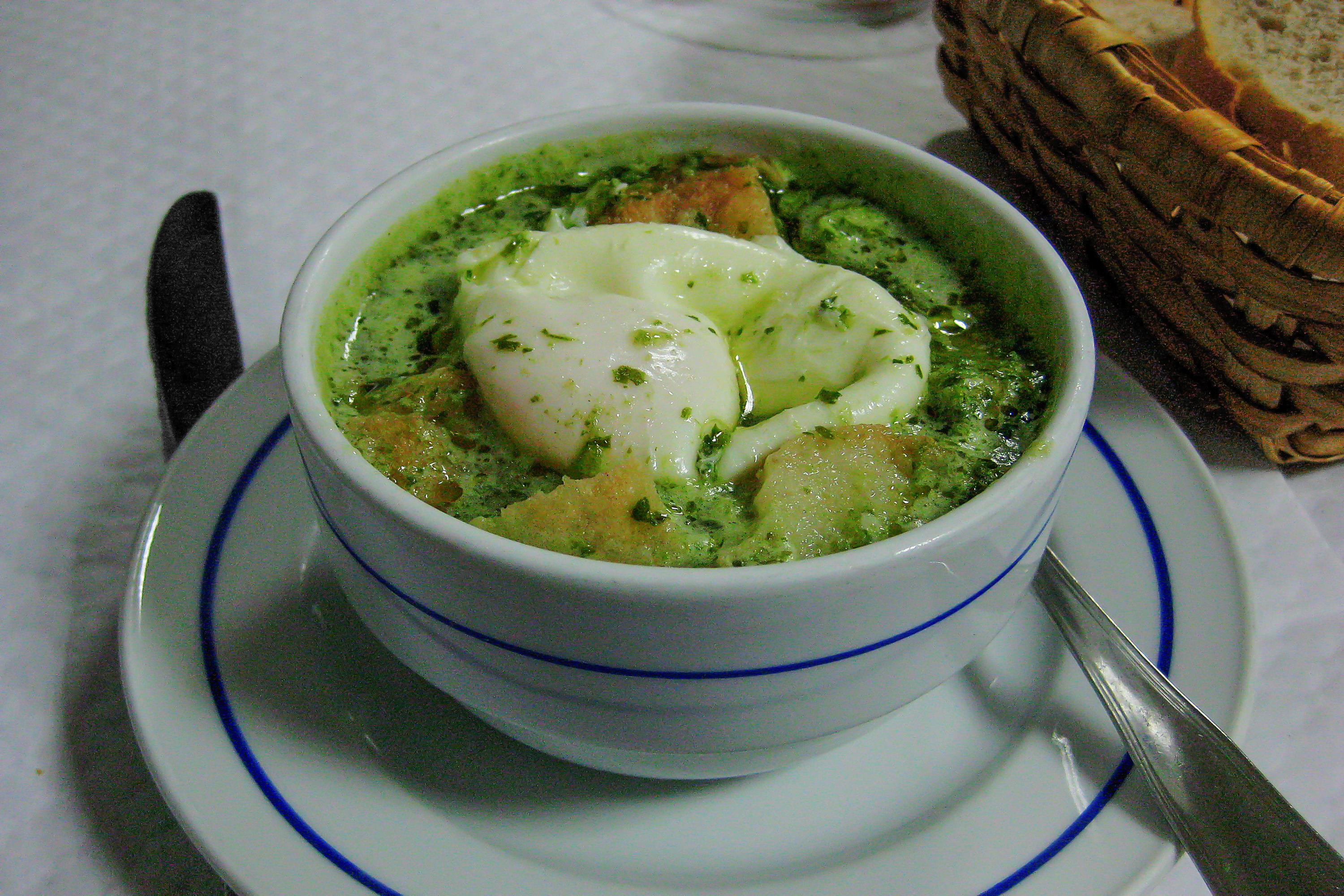
アレンテージョ地方のアソルダ

アソルダ(Açorda)は、薄切りパン、ニンニク、大量の微塵切りコリアンダー、オリーブ油、酢、白コショウ、食塩、ポーチドエッグから作るポルトガル料理である。アレンテージョ地方のものが有名だが、全土で見られる。エビ(açorda de mariscoまたはaçorda de  camarao)やタラ(açorda de bacalhau)を使ったものもある。
卵は塩水中でポーチドエッグにする。ニンニク、コリアンダー、食塩はマッシュして荒いペーストにする。さらにオリーブ油と酢を混ぜ、パンにかける。これに卵を乗せ、鶏出汁を注いで加熱する。その後数分間蒸す。出来上がったものは明るい緑色をしている。